# Parco nazionale di Riding Mountain
Il parco nazionale di Riding Mountain (in inglese Riding Mountain National Park) è situato nella provincia di Manitoba, in Canada. Consiste in un'area protetta di 2.969 km2, dove le vaste zone forestali contrastano con le praterie. È stato designato come parco nazionale per salvaguardare i tre diversi ecosistemi che coesistono nell'area: prateria, altopiano boreale e foresta decidua.
Può essere raggiunto facilmente dalla Highway 10, il cui tracciato attraversa il parco. L'entrata sud è nei pressi di Wasagaming, l'unico centro abitato entro i confini del parco.

## Altri progetti

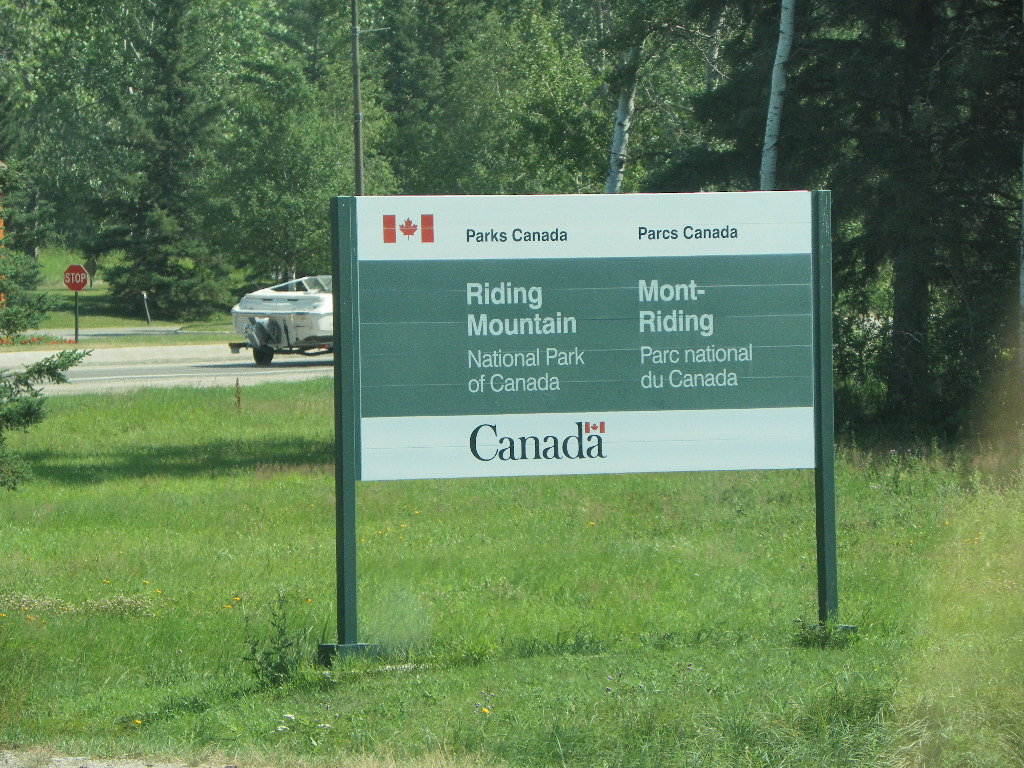
L'entrata sud del parco

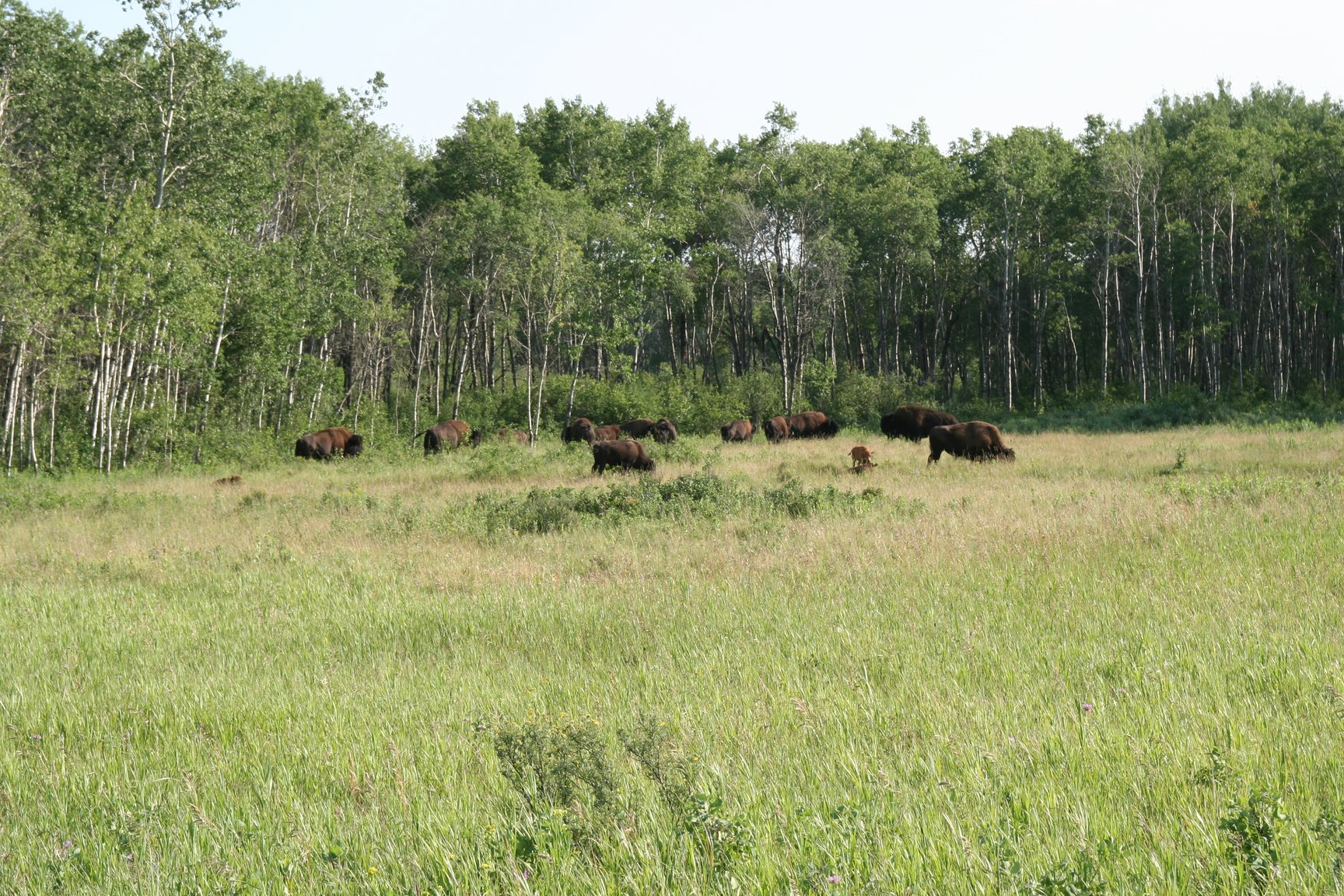
Bisonti all'interno del parco